# ZH-29
El ZH-29 fue un fusil semiautomático desarrollado en Checoslovaquia durante la década de 1920 y utilizado por el Ejército Nacional Revolucionario chino.

## Descripción
El ZH-29 es un fusil accionado por gas, con un sistema de acerrojado similar al que posteriormente se utilizaría en el Sturmgewehr 44; aunque el cerrojo del fusil alemán oscila verticalmente, el del ZH-29 oscila hacia la izquierda. La característica más distintiva es que el cañón está inclinado con un ligero ángulo hacia el cajón de mecanismos, para compensar esto. El cañón del fusil tiene una camisa de aluminio.
Su variante mejorada fue designada ZH-32.
En China, el ejército de Zhang Zuolin recibió 150 ZH-29 y 100 ZH-32, mientras que las tropas provinciales de Guandong recibieron 33 ZH-32. En 1932 se construyó en Shenyang un prototipo derivado de este fusil. Es poco probable que estos fusiles fueron empleados durante la segunda guerra sino-japonesa.
Una versión que empleaba el cartucho .276 Pedersen fue enviada para participar en las pruebas del Ejército de los Estados Unidos, pero no tuvo éxito.
Durante las etapas finales del desarrollo del fusil de asalto AK-47, el comité del polígono de pruebas le aconsejó a Mijaíl Kaláshnikov que rediseñe el conjunto del gatillo del prototipo AK-46 según el del ZH-29, lo cual hizo. El comité del polígono de pruebas también aconsejó a cada participante sobre como mejorar el diseño de sus prototipos.

## Usuarios
- Checoslovaquia
- Alemania nazi
- Etiopía: compró 100 ZH-32.[6]
- Japón: evaluó un prototipo experimental, copiado a partir de fusiles capturados en China.[7]
- Lituania
- República de China: compró 210 entre 1930 y 1931.[8]
- Tailandia[9]